# Paluda praecursor
Paluda praecursor är en insektsart som beskrevs av Anufriev 1971. Paluda praecursor ingår i släktet Paluda och familjen dvärgstritar. Inga underarter finns listade i Catalogue of Life.